# Vetren
Vetren (bulharsky Ветрен) je město ve středním Bulharsku, na jihovýchodních svazích Sredné gory, asi 70 km jihovýchodně od Sofie. Nachází se 10 km od Septemvri, správního střediska stejnojmenné obštiny. Žije zde přibližně 2 800 obyvatel. Severně od města probíhá dálnice A1.

## Historie
Ve městě byly nalezeny vykopávky, nejstarší jsou datovány do pozdní antiky. Sídlo bylo založeno před rokem 1403, tedy těsně před osmanskou nadvládou. Dědina nebyla veliká, ale postupně se rozrůstala. V 16. století ho Johann Dernschwamm popsal jako velkou vesnici se smíšeným křesťansko-muslimským obyvatelstvem.
V roce 1946 zde žilo 6 566 obyvatel. V důsledku krize ve vinařství a industrializace Bulharska v padesátých letech se většina obyvatel odstěhovala. Městem je od roku 2003.

## Obyvatelstvo
K 15. září 2024 ve městě žilo 2 821 obyvatel a bylo zde trvale hlášeno 2 940  obyvatel. Podle sčítání 1. února 2011 bylo národnostní složení následující:
- Bulhaři: 2 654 (94.5 %)
- Romové: 135 (4.8 %)
- Turci: 3 (0.1 %)
- ostatní[p 2]: 17 (0.6 %)